# Западно-Каспийский университет
Западно-Каспийский университет (азерб. Qərbi Kaspi Universiteti) — некоммерческое высшее учебное заведение Азербайджана. Расположено в городе Баку.

## Общие сведения
Западный Университет основан в 1991 году. В 2017 году Западный Университет был переименован в Западно-Каспийский Университет.
Университет с 1996 года является членом Европейского фонда развития менеджмента, с 1997 года членом Международной ассоциации университетов в составе ЮНЕСКО, с 1999 года членом Сети университетов Черноморского региона, с 2001 года корпоративным членом Международного института административных наук и членом Общества международного туризма «Атлас Тур». 
В 2002 и 2003 годах за достижения в учебной сфере университет был награжден дипломом «Uğur».
28 ноября 2024 года Агентством по обеспечению качества образования Азербайджана выдана государственная аккредитация на очередные 5 лет.

## Ректоры
- Земфира Мамедова (2011—2012)[4]
- Земфира Мамедова (и.о.) (2012 — 6 апреля 2017)[4]
- Андрис Лейтас (с 6 апреля 2017)[5]

## Сотрудничество
Западно-Каспийский университет сотрудничает с Университетом Парижа Сорбонна, Университетом Осло (Норвегия), Университетом Кента (Великобритания), Университетом Зигена (Германия), Университетом Конвентри (Великобритания), Государственным университетом Миссисипи Валлей, Университетом штата Индиана (Блумингтон,США), Маастрихтской школой менеджмента (Голландия), Университетом Нотингем Трента (Великобритания), Университетом Амстердама (Голландия), Университетом бизнеса и международных исследований (Швейцария) и Университетом Жиангнана (Китай).
10 апреля 2018 года между Западно-Каспийским университетом и Азербайджанской ассоциацией по управлению проектами (AzPMA) был подписан Меморандум о сотрудничестве в развитии проектного менеджмента, обеспечение просвещения в этой области, совместную реализацию проектов для развития знаний и практических навыков в области управления проектами.